# Jean Laude
Pour les articles homonymes, voir Laude.
Jean Laude, né le 11 mai 1922 à Dunkerque et mort le 8 décembre 1983 à Paris, est un poète, ethnologue, critique et historien de l'art français, spécialiste du primitivisme fauviste et cubiste et des arts africains.

## Biographie
Après la guerre, Jean Laude s'engage dans le groupe Surréalisme révolutionnaire fondé à Bruxelles par Christian Dotremont et publie des articles de critique dans la revue CoBrA, aux côtés de Luc de Heusch, Édouard Jaguer et Michel Ragon.
Il enseigne ensuite l'histoire des arts de l'Afrique noire et l'histoire de l'art moderne à la Sorbonne. Il organise au cours des années 1970 une série d'importants colloques d'histoire de l'art moderne au musée d'art moderne et contemporain de Saint-Étienne. Son influence dans ce domaine est aussi liée à la carrière de nombre des étudiants dont il a dirigé la thèse, comme Jean Paris, Éric Michaud, Khalil M'Rabet ou Jean-Louis Paudrat.
Son œuvre de poète, comparable à celle de ses contemporains André du Bouchet, Yves Bonnefoy ou Philippe Jaccottet, est peu connue, bien que publiée aux Éditions du Seuil ou par les éditions Fata Morgana et José Corti.

### Histoire de l'art
- Écrits sur l'art, Dijon, 2019, Les presses du réel
- Les Arts de l'Afrique noire, Paris, 1966 ; traduction en anglais : The Arts of Black Afric, Berkeley, 1999
- La Peinture française (1905-1914) et “l'art nègre” : contribution à l'étude des sources du fauvisme et du cubisme[3], Paris, 1968 ; nouvelle édition revue et présentée par Jean-Louis Paudrat, Paris, 2006
- African Art of the Dogon: the myths of the cliff dwellers, New York, 1973
- Zao Wou-Ki, Bruxelles, 1974

#### Cours
- Peinture pure et/ou avant-garde : les Orientalismes 1860-1960, Paris, 1975
- Naissances des abstractions, Paris, 1981

### Poésie
- Entre deux morts, frontispice de René Passeron, GLM, 1948
- Temps noir, avec des collages de Max Bucaille, Éditions Réclame, 1949
- Les Saisons de la mer, Le Seuil, 1959
- Les Plages de Thulé, Le Seuil, 1964
- Le Mur bleu, Mercure de France, 1965
- Sur le chemin du retour, Club du poème, 1967
- Diana Trivia avec dix lithographies de César Domela imprimées chez Fernand Mourlot, Brunidor, 1973
- Discours inaugural, frontispice de Pierre Soulages, Fata Morgana, 1974
- En attendant le jour de fête, frontispice de Zao Wou-Ki, Fata Morgana, 1974
- Rituel, avec des aquarelles de Raquel, Orange Export Ltd., 1978
- Le Dict de Cassandre, Fata Morgana, 1982
- Orbes, 1982
- La Trame inhabitée de la lumière, José Corti, 1989
- Des extraits de son œuvre figurent dans l'Anthologie de la poésie française publiée dans La Pléiade.

#### Préfaces
- Max Bucaille, Le Scaphandrier des rêves, avec douze collages, GLM, 1950